# Moulin de Dannemois
Pour les articles homonymes, voir moulin (homonymie) et Moulin à eau (homonymie).
Le moulin de Dannemois est un ancien moulin à eau situé dans le village de Dannemois dans l'Essonne (Île-de-France). Le chanteur Claude François (1939-1978) y vécut 14 ans, de 1964 à sa disparition en 1978. C'est aujourd'hui un musée privé consacré au chanteur.

## Historique

### Claude François
En 1964, après deux ans de début de carrière au succès fulgurant, alors qu'il vit dans son appartement du 46, boulevard Exelmans dans le 16e arrondissement de Paris, la vedette de variétés Claude François recherche une maison de campagne où vivre avec sa famille, recevoir ses amis le weekend, et où se reposer entre deux tournées de spectacles, pour échapper aux admirateurs qui l’assaillent. Comme le note Radio France internationale, « la famille François ayant tout abandonné en quittant l'Égypte, Claude a voulu donner un lieu d’enracinement à sa famille en choisissant ce coin de l'Essonne ».
Son amie Brigitte Bardot lui trouve cet ancien moulin communal de 500 m2 sur une propriété de 3 ha, sur la rivière École à Dannemois, village paisible d'environ 800 habitants, proche de l'autoroute A6, à 55 km au sud de Paris. Il y installe sa mère, et sa sœur (puis plus tard sa compagne Isabelle Forêt et leurs deux fils Claude François junior et Marc François). Son moulin inspire les paroles de son tube La Ferme du bonheur de son album Donna Donna / Les choses de la maison de 1965 (voir discographie de Claude François).

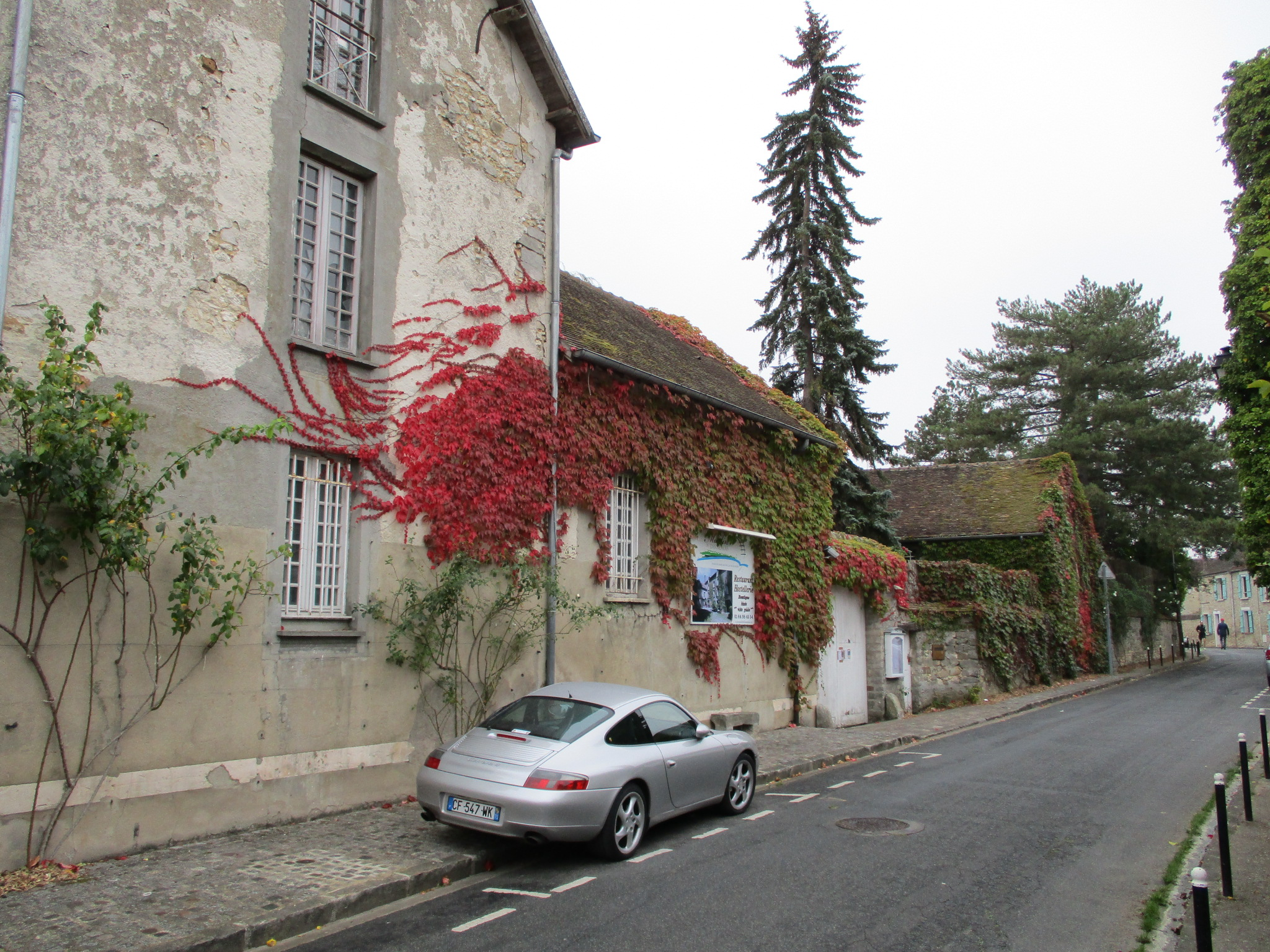
L'entrée du moulin côté rue.
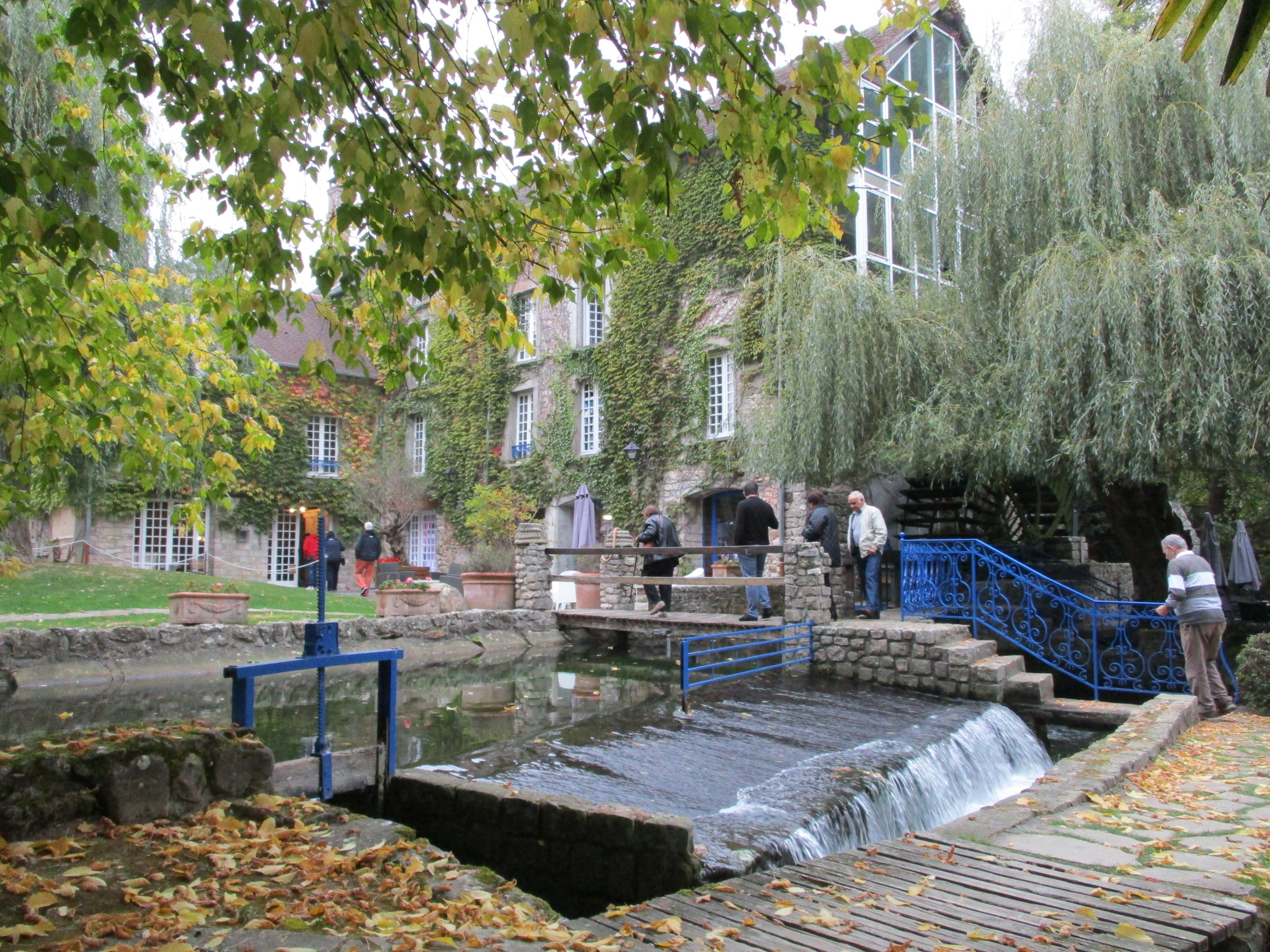
Bief en relation avec la roue à aubes.
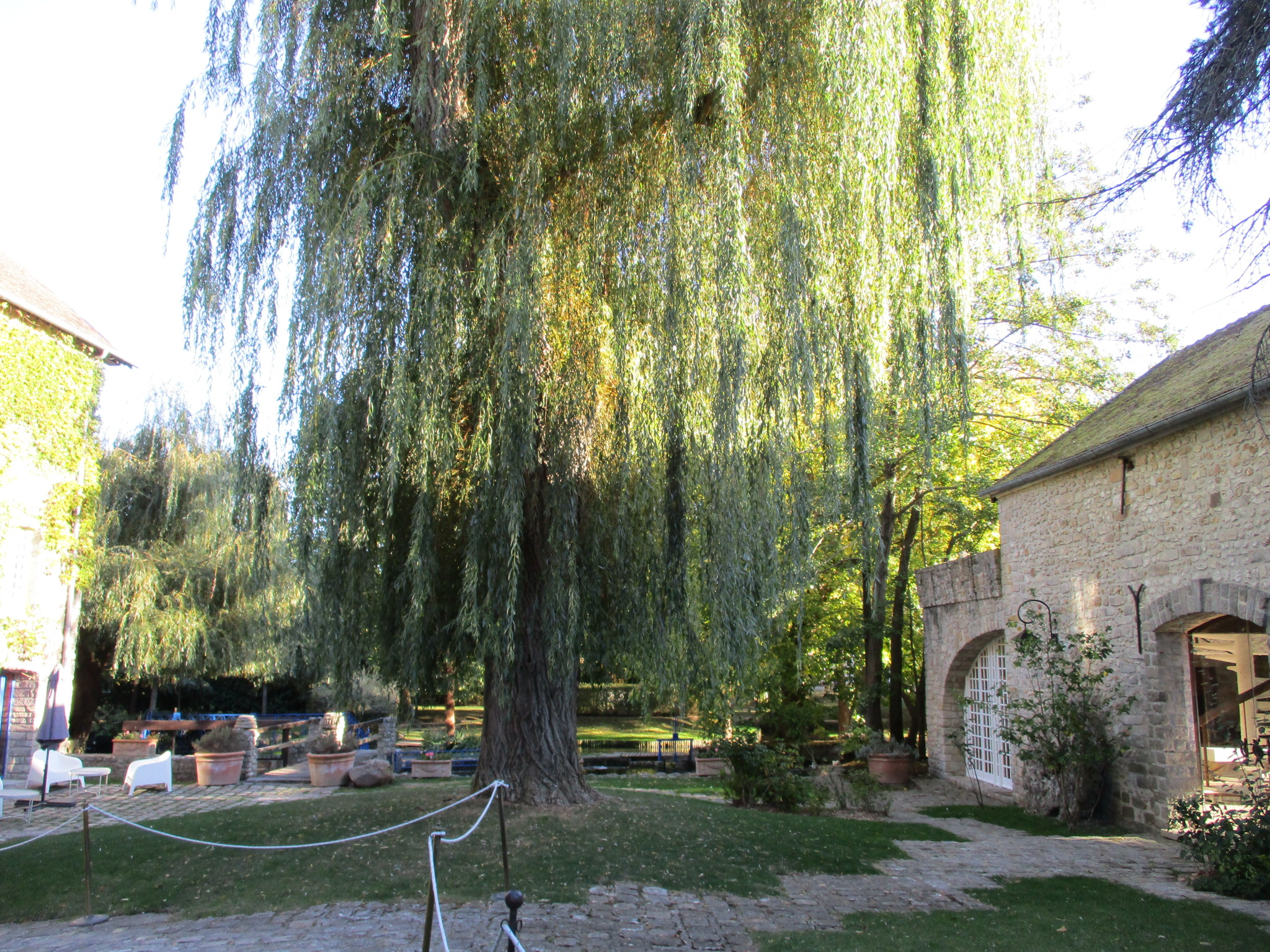
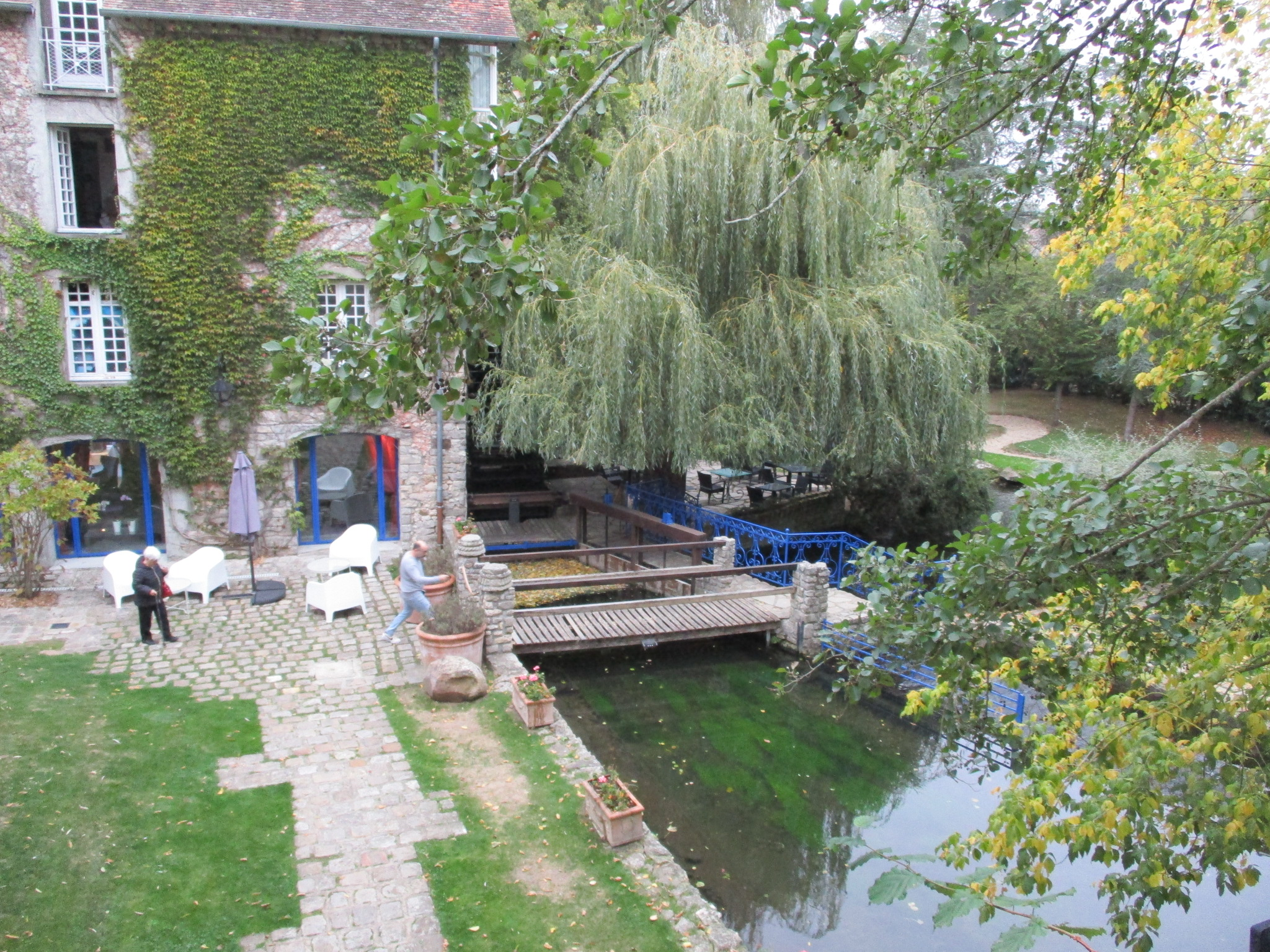
Passerelle menant à l'entrée de la maison.

Il dépense énormément d'argent pour aménager en résidence secondaire cet ancien moulin, dans un cadre qu'il fait paysager, avec maison privée de 500 m2, de style à la fois rustique et moderniste, « maison américaine » (grange réaménagée pour recevoir ses amis, baptisée en rapport à son rêve américain), roue à aubes, pont de bois, parc, jardin à l'anglaise, piscine en forme de cœur avec haut-parleur sous-marin pour écouter de la musique sous l'eau (copie en plus grande de celle de Graceland d'Elvis Presley), cave à vin, aquarium géant d'eau de mer avec poissons exotiques de la mer Rouge, terrain de tennis, sauna, jacuzzi, salle de cinéma, bibliothèque, salle de jeux.

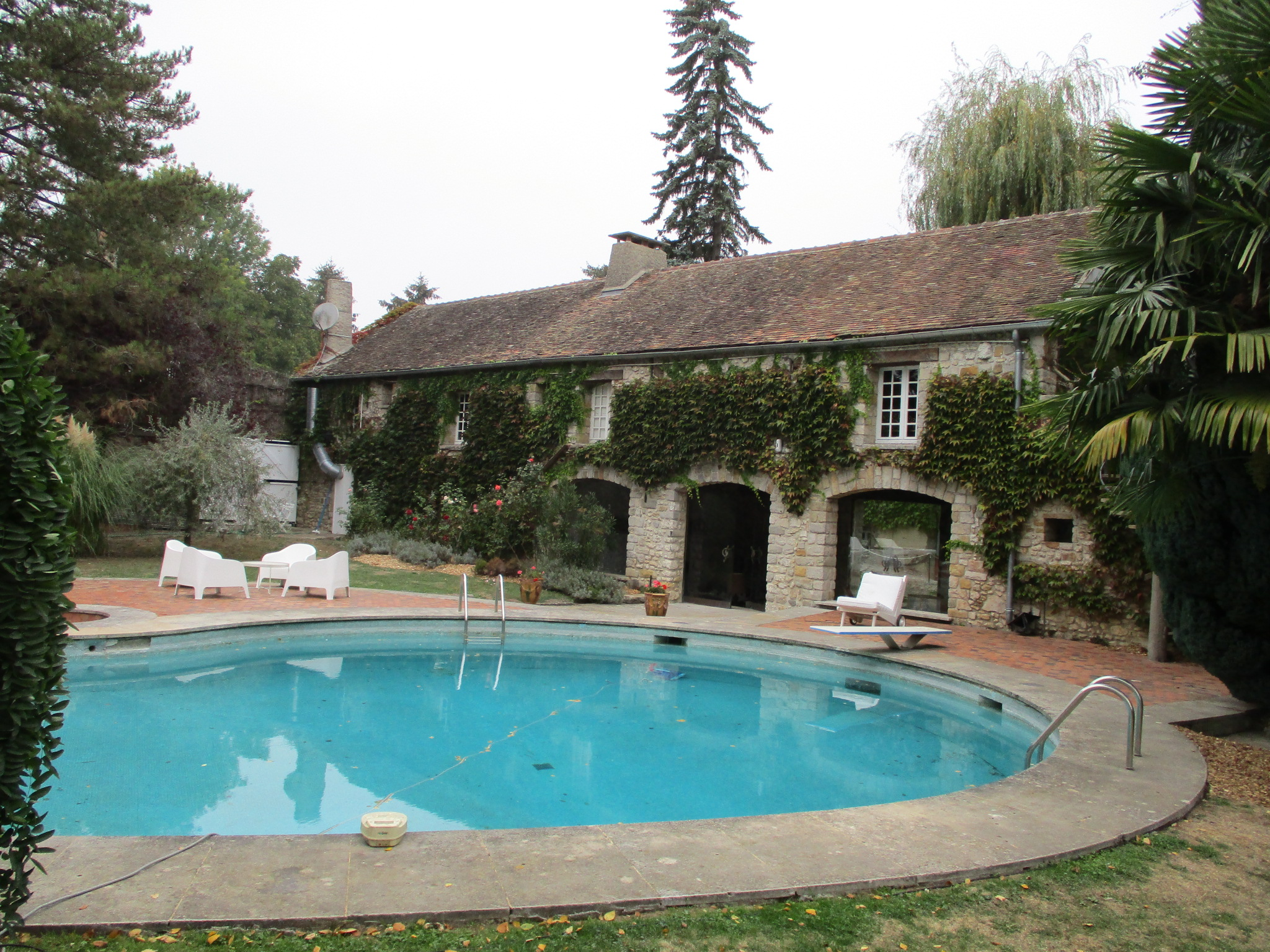
La piscine en forme de cœur.
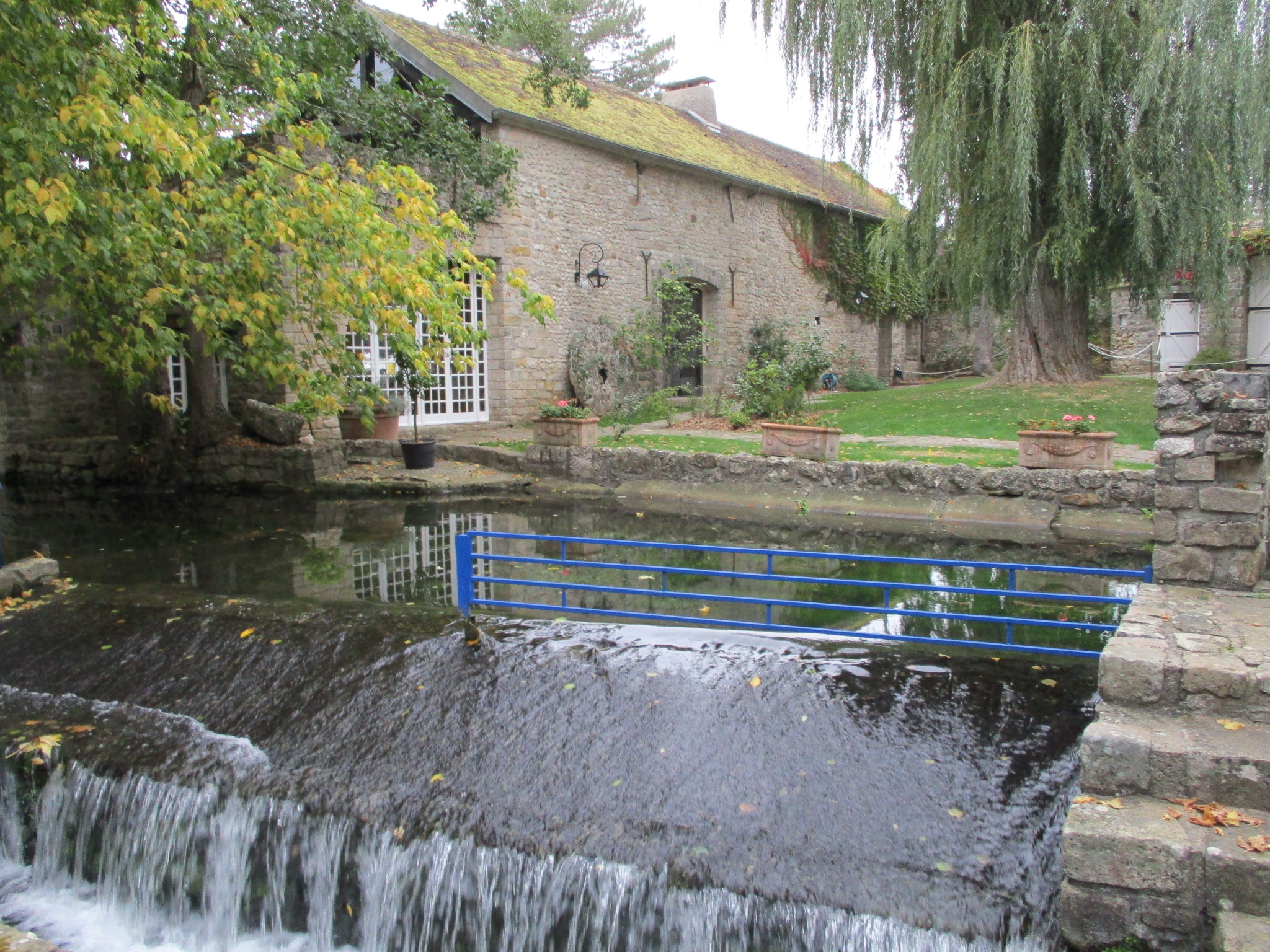
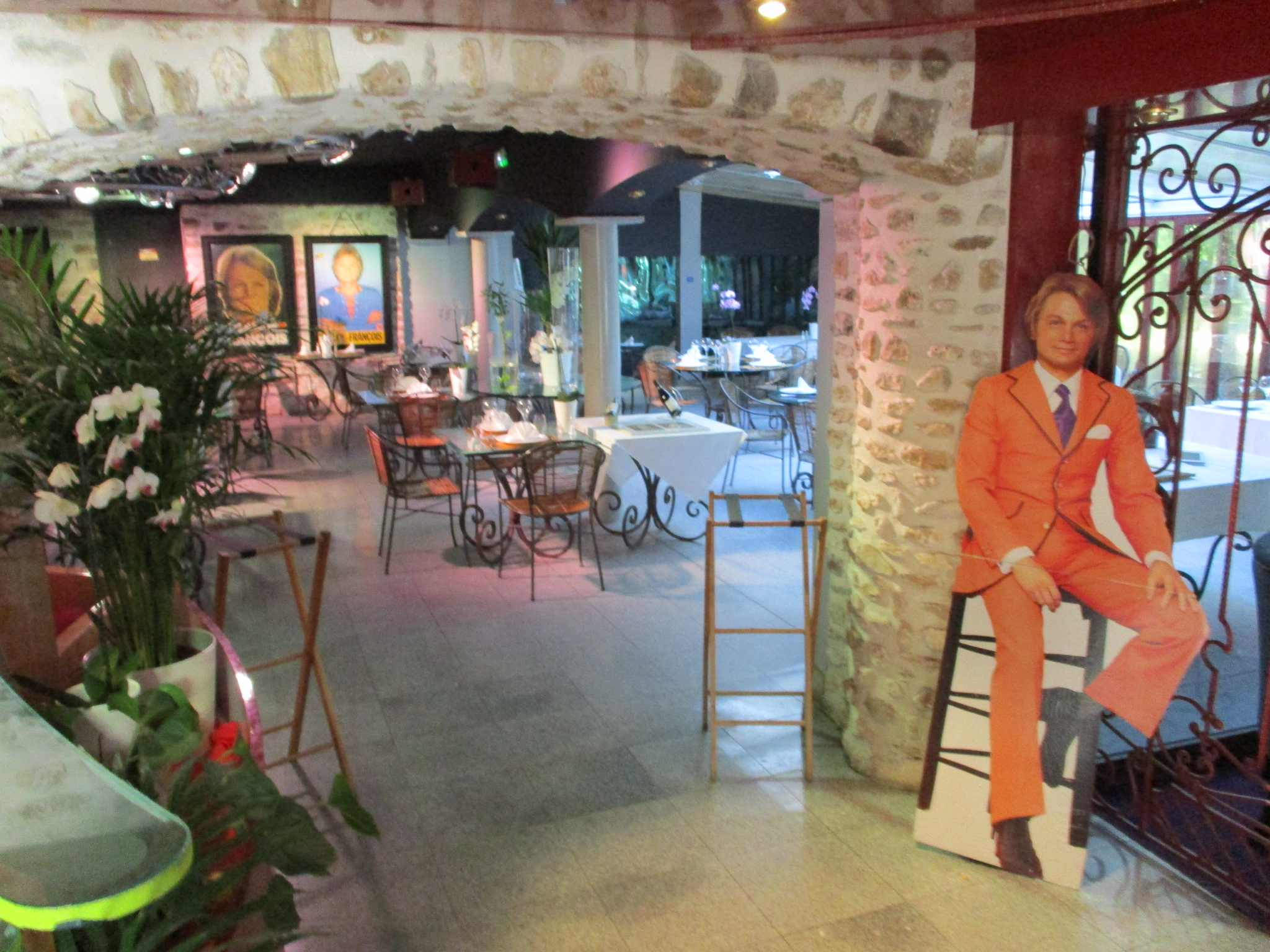
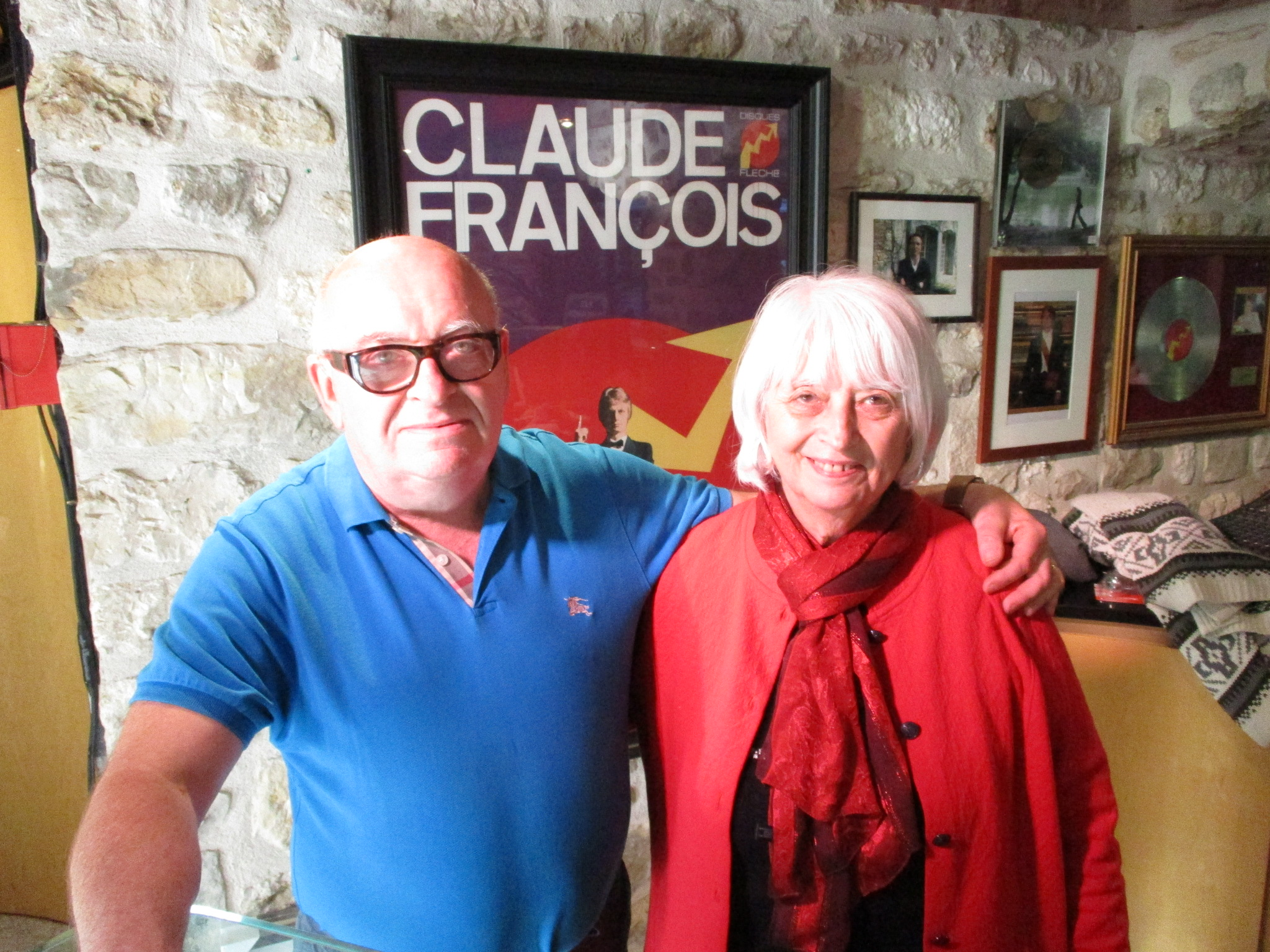
Pascal et Marie-Claude Lescure (2018).

Il y reçoit ses amis du monde du spectacle, les Claudettes, Brigitte Bardot, Sheila, Johnny Hallyday, Michel Sardou, Michel Polnareff, France Gall, Dalida, Maritie et Gilbert Carpentier, Michel Drucker, Guy Lux, des patrons de presse et des PDG, Jean-Luc Lagardère, Alain-Dominique Perrin de Cartier. Il cite dans une de ses biographies : « cette propriété, c'est mon havre de paix avec ses oiseaux, sa verdure, ses vieilles pierres, son air pur. C'est là que j'oublie les soucis, les tracas, c'est là que je recharge mes batteries ».
En 1967, il compose avec Gilles Thibaut et Jacques Revaux son tube Comme d'habitude au bord de sa piscine. Ses weekends dans sa propriété lui inspirent Le Lundi au soleil de 1972. 
Un incendie cause de graves dégâts au moulin dans la nuit du 23 au 24 juin 1973, il perd de nombreux objets et souvenirs de sa vie,,. 
Claude François disparaît à 39 ans le 11 mars 1978, d'une électrocution dans son appartement parisien. Il repose depuis au cimetière de Dannemois, à quelques centaines de mètres du moulin. Celui-ci devient alors un lieu de pèlerinage pour les admirateurs de l'artiste.

### Musée

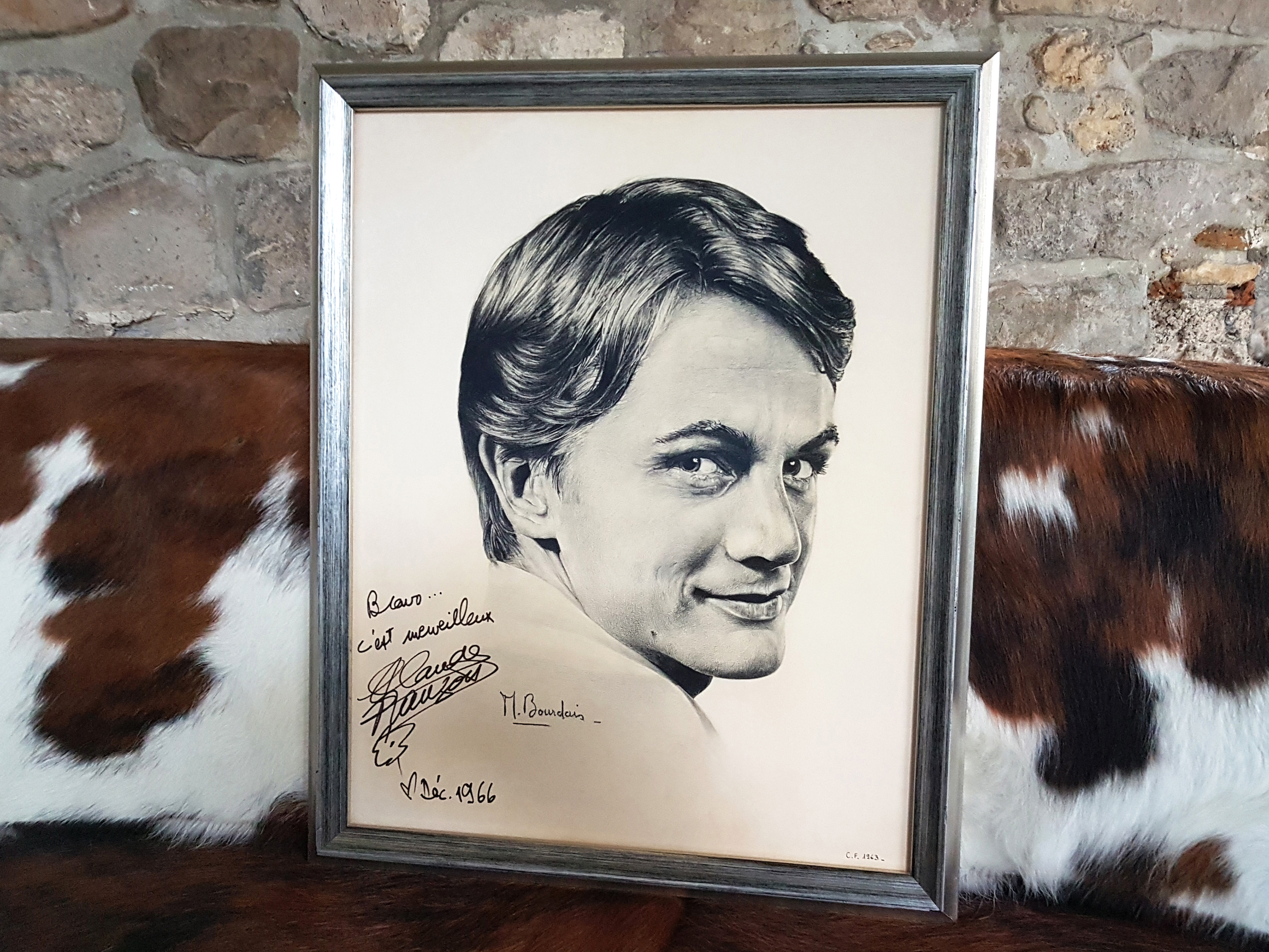
Portrait de Claude François, dessiné en 1963 par Michel Bourdais exposé au Moulin de Dannemois.

La bâtisse est vendue après sa mort et reste une décennie à l'abandon. En 1998, Pascal et Marie-Claude Lescure (et leur fils Julien), couple de boulangers de Dordogne dans le Périgord, fans du chanteur, achètent le domaine abandonné, le font restaurer à l'identique de sa période Claude François, à l'exception de la partie privée du chanteur qui devient un restaurant, et l'exploitent en tant que musée-restaurant-dîners-spectacles. Ils y exposent ses disques d'Or, voitures, nombreux costumes de scène, chaussures, lettres manuscrites, effets personnels, photos, affiches, objets de tournée, œuvres d'art, avec la visite en particulier de sa maison américaine et de sa chambre privée,.
Le musée est ouvert du jeudi au lundi, de 11 h à 12 h et de 14 h à 16 h (17 h en week-end).

## Apparitions du moulin au cinéma
- 2004 : Podium de Yann Moix, avec Benoît Poelvoorde dans le rôle de Bernard Frédéric, sosie officiel de Claude François.
- 2012 : Cloclo de Florent Emilio-Siri, avec Jérémie Renier dans le rôle de Claude François.

## Autres lieux
- 46, boulevard Exelmans du 16e arrondissement de Paris : son appartement penthouse privé. Devant l'immeuble se trouve la place Claude-François[1].
- 122, boulevard Exelmans : immeuble particulier et bureaux de sa société Flèche Productions[1].